# Вале (Комен)
Вале (словен. Vale) — поселення в общині Комен, Регіон Обално-крашка, Словенія. Висота над рівнем моря: 136,3 м.